# Coleção de estelas funerárias do Museu Nacional do Brasil

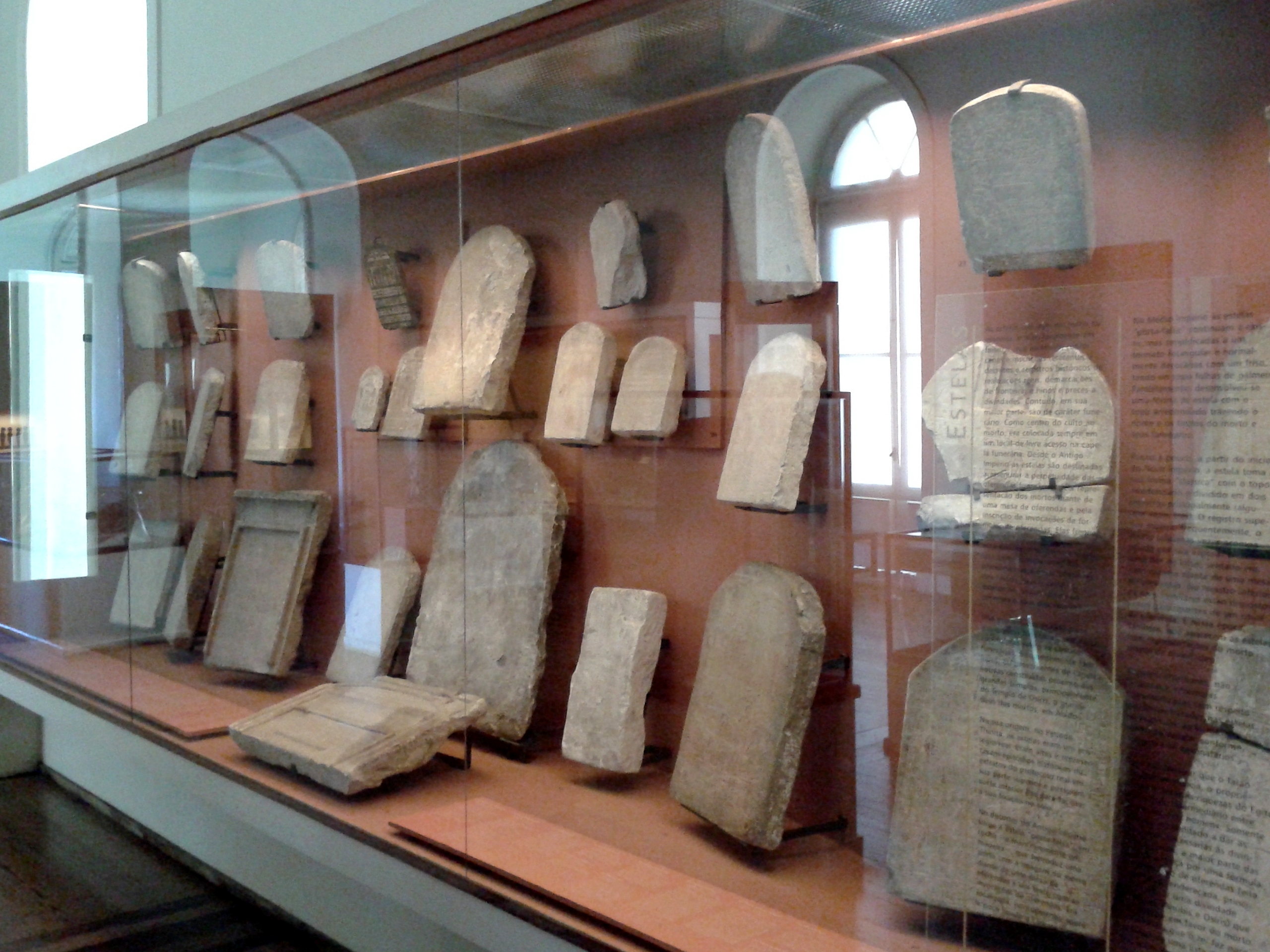
Exposição de estelas egípcias antigas no museu

As coleções do Museu Nacional do Brasil incluem uma exposição de estelas funerárias do Antigo Egito.
O status atual da coleção é desconhecido após o incêndio que destruiu o museu em 2018.
| Imagem | Nome                                | Origem | Data             | Notas                                        |
| ------ | ----------------------------------- | ------ | ---------------- | -------------------------------------------- |
|        | Primeira estela de Sahi             | Egito  | c. 1991-1668 a.C | Império Médio, XII/XIII Dinastia.            |
|        | Segunda estela de Sahi              | Egito  | c. 1991-1668 a.C | Império Médio, XII/XIII Dinastia.            |
|        | Baixo-relevo de Sehetepibre         | Egito  | c. 1730 a.C      | Império Médio, XIII Dinastia.                |
|        | Estela de Seqedi Shemre             | Egito  | c. 1991-1668 a.C | Império Médio, XII/XIII Dinastia.            |
|        | Estela de Amenemopet                | Egito  | c. 1300-1200 a.C | XIX Dinastia.                                |
|        | estela de Bakenamun                 | Egito  | c. 1400 a.C      | XII/XIII Dinastia.                           |
|        | Estela de Djed-Anhurefankh          | Egito  | c. 650-550 a.C   | XXVI Dinastia.                               |
|        | Estela de Haunefer                  | Egito  | c. 1300-1200 a.C | XIX Dinastia.                                |
|        | Estela de Horkefaref e família      | Egito  | c. 1991-1668 a.C | XII/XIII Dinastia.                           |
|        | Estela de Huy, filho de Pahu        | Egito  | c. 1290 a.C      | Império Novo, XIX Dinastia, reign of Seti I. |
|        | Estela de Ithu                      | Egito  | c. 1300-1200 a.C | Império Novo, XIX Dinastia.                  |
|        | Estela de Mery                      | Egito  | c. 1991-1668 a.C | Império Médio, XII/XIII Dinastia.            |
|        | Estela de Montusekher               | Egito  | c. 1991-1668 a.C | Império Médio, XII/XIII Dinastia.            |
|        | Estela de Nakhtamun                 | Egito  | c. 1200-1070 a.C | Império Novo, XX Dinastia.                   |
|        | Estela de Pentjek                   | Egito  | c. 650-400 a.C   | Período Tardio, XXVI/XXVII Dinastia.         |
|        | Estela de Raia                      | Egito  | c. 1300-1200 a.C | Império Novo, XIX Dinastia.                  |
|        | Estela de Renefankh ae sua família  | Egito  | c. 1991-1668 a.C | Império Médio, XXI/XIII Dinastia.            |
|        | Estela de Ruru, filho de Amenemopet | Egito  | c. 600-500 a.C   | Império Médio, XXI/XIII Dinastia.            |
|        | Estela de Senusret-Iunefer          | Egito  | c. 1897-1878 a.C | Império Médio, XII Dinastia.                 |
|        | Estela sem nome                     | Egito  | c. 600-400 a.C   | XXVI/XXVII Dinastia.                         |